# Machine-industrie

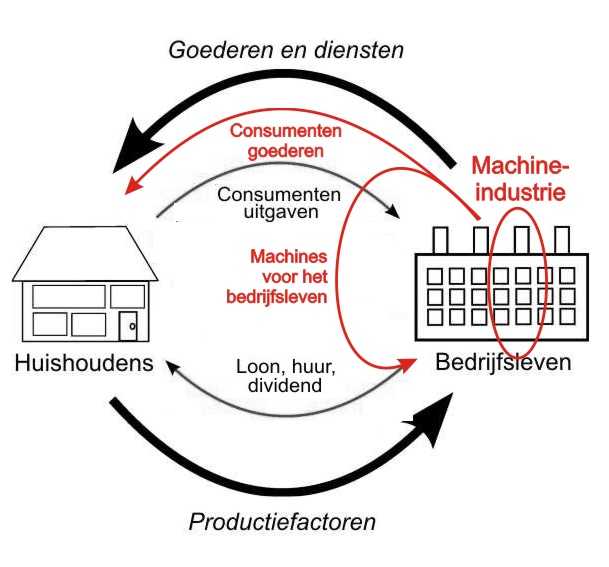
Positie van de machine-industrie binnen het model van de economische kringloop. Er worden zowel machines geleverd aan de gezinshuishoudens, als machines voor het bedrijfsleven zelf.

De machine-industrie, machinebouw of machinebouwindustrie is het deel van de industrie dat zich richt op de productie en het onderhoud van machines voor zowel consumenten als het bedrijfsleven zelf.
Deze industrietak wordt traditioneel gerekend tot de zware industrie. Tegenwoordig zijn ook veel kleinere bedrijven binnen deze tak actief, die meer tot de lichte of middelzware industrie behoren.
Een producerend bedrijf in de machine-industrie wordt wel een machinefabriek genoemd, maar dit is slechts een algemene benaming.

## Productie
In de machine-industrie worden de meest uiteenlopende gereedschapswerktuigen, machines, huishoudelijke apparatuur, installaties en dergelijke vervaardigd. Zo leveren zij:
- De productiemiddelen voor de bedrijven in de landbouw, mijnbouw, industrie en bouwsector
- De apparatuur voor de productie en distributie van gas, elektriciteit, en water.
- Allerlei ondersteunende productiemiddelen voor de overige sectoren van de economie, zoals apparatuur voor verwarming, ventilatie, luchtbehandeling en of koeling van gebouwen.

De productiemiddelen worden ook wel kapitaalgoederen genoemd, omdat er kapitaal in geïnvesteerd is. Veel van deze productie(ruimte)middelen vereisen regelmatig onderhoud, dat ook door veelal gespecialiseerde bedrijven uit deze industrietak wordt verzorgd. De machine-industrie is zelf een belangrijke afnemer van de staalindustrie.
Naast al deze productie voor de industrie zelf levert de machine-industrie ook consumentengoederen, waaronder keukenapparatuur, koelkasten, wasmachines, wasdrogers en dergelijke. De productie van radio en televisies wordt echter tot de elektrische apparatenindustrie gerekend.
De productie van de machine-industrie loopt sterk uiteen, van stukproductie en serieproductie tot massaproductie. Bij stukproductie gaat het om de realisatie van één enkel exemplaar. Dankzij het modulaire ontwerpen kunnen dergelijke apparaten en machines tegenwoordig nog steeds in serie vervaardigd worden. Binnen de gehele branche wordt er gewerkt met een bepaald soort opdrachten, waarbij de opdrachtgever veelal specifieke klanteneisen stelt die in het ontwerp ingepast dienen te worden.

## Geschiedenis
De machine-industrie is ontstaan tijdens de industriële revolutie. Deze bedrijven zijn vooral voortgekomen uit ijzergieterijen, scheepswerven, smederijen, en reparatiewerkplaatsen. Niet zelden werden machinefabrieken en een scheepswerf samengevoegd onder één dak. Begin 20e eeuw zijn andersom verschillende motorfietsen- en automobielfabrikanten als machine-industrie begonnen.
Vóór de industriële revolutie werden er al wel machines vervaardigd, zoals klokken, wapens of het loopwerk voor molens. Maar deze productie gebeurde op veel kleinere schaal, in ambachtelijke werkplaatsen en meestal voor de plaatselijke of regionale markt. Met de opkomst van de industriële revolutie begon men samengestelde werktuigen die complexer in elkaar zaten te vervaardigen, zoals stoommachines en stoomketels voor de zich ontwikkelende industrie en voor transportmiddelen. Daarnaast begonnen de opkomende machinefabrieken met het maken van machines bestemd voor productie, zoals textielmachines, compressoren, landbouwwerktuigen en vanaf de 20e eeuw ook scheepsmotoren en dergelijke.

### 18e eeuw

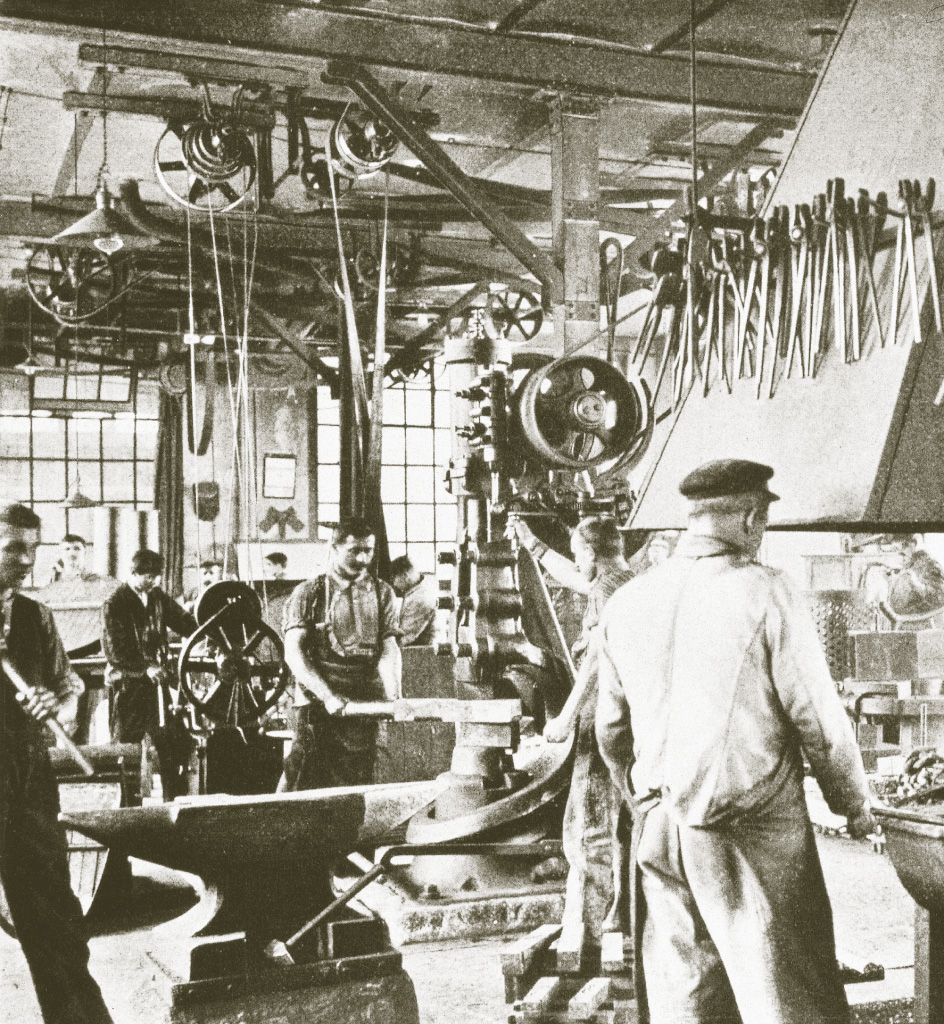
Interieur van de Zwitserse machinefabriek Ammann, 19e eeuw.

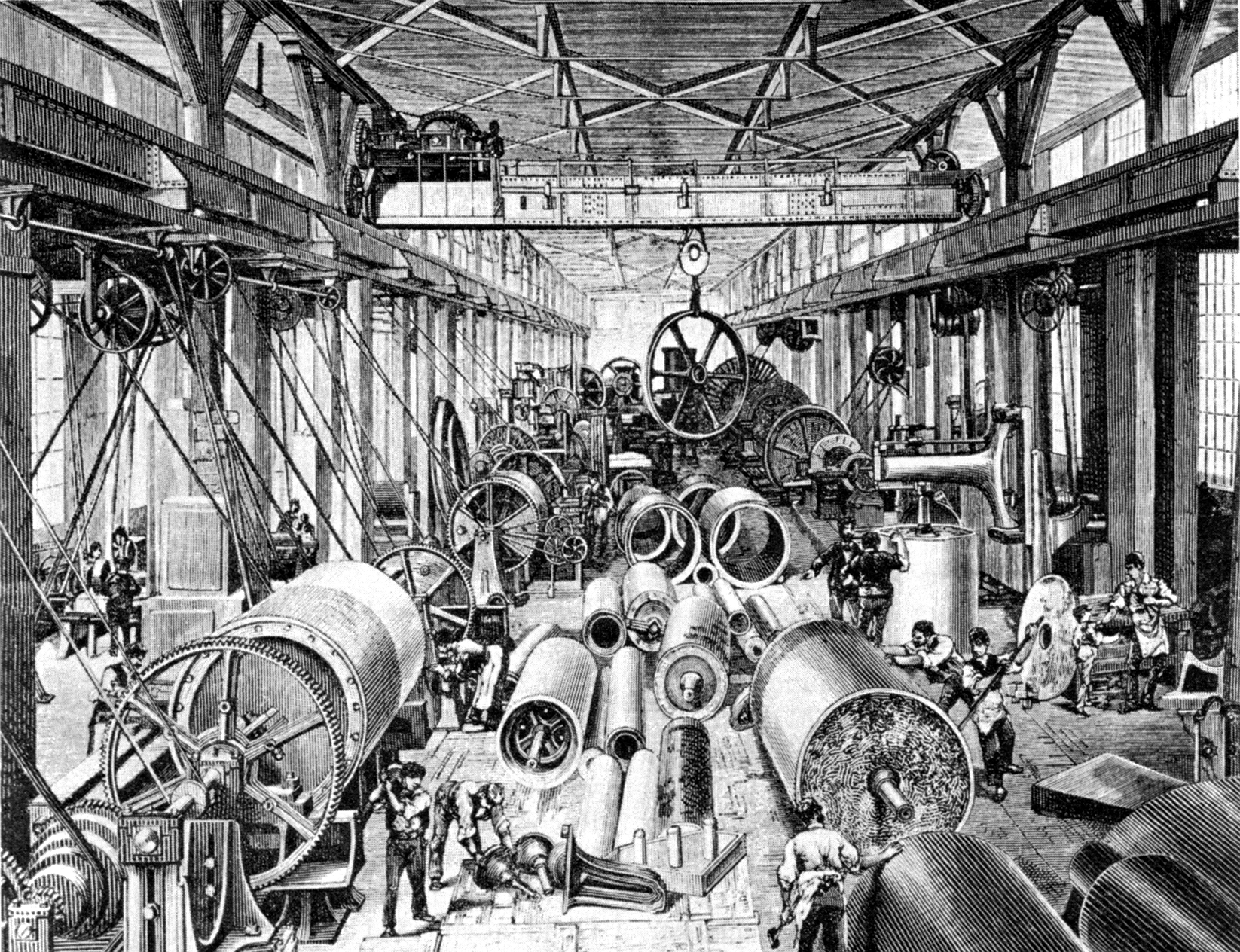
Hal van Duitse machinefabriek Escher Wyss, 1875.

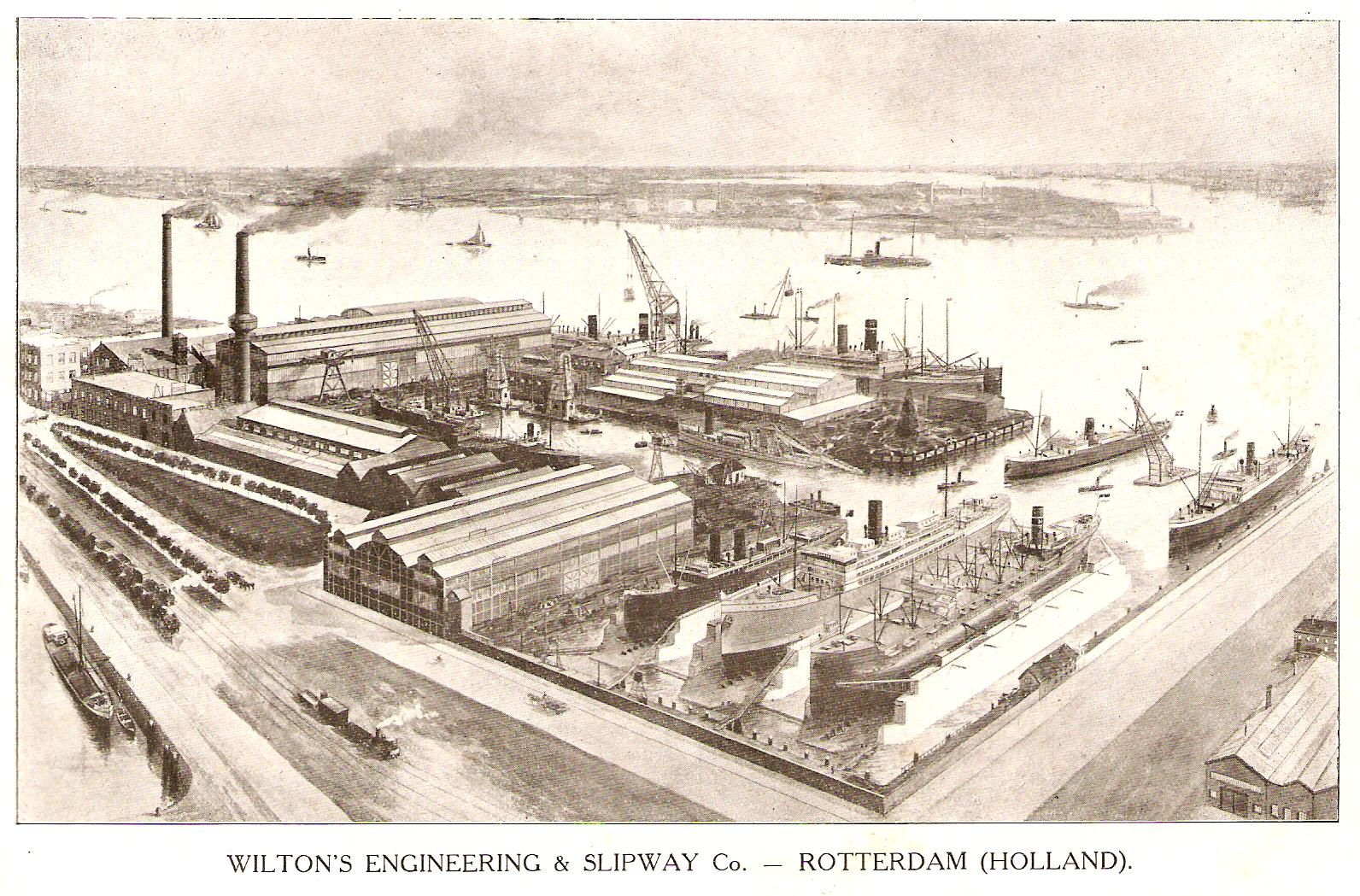
Wilton machinefabriek en scheepswerf, rond 1918.

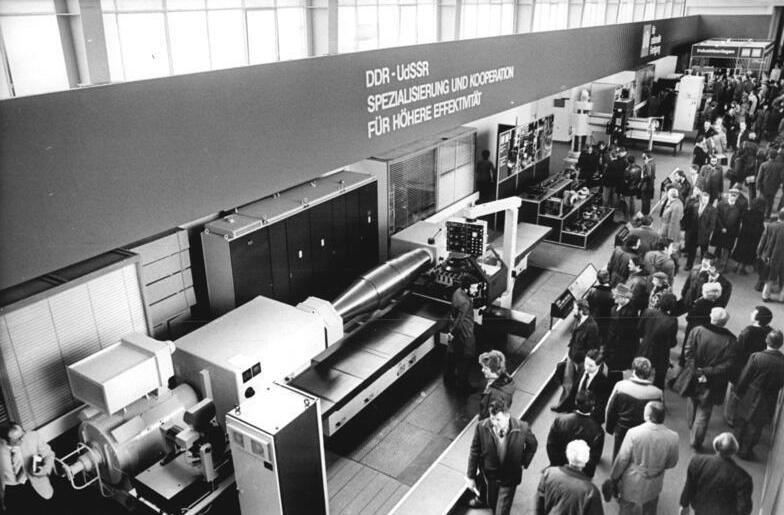
Presentatie machine-industrie op een beurs in Dresden, 1982.

Tijdens de eerste decennia van de industriële revolutie in Engeland, vanaf 1750, was er sprake van een concentratie van arbeidskrachten in veelal nog niet gemechaniseerde fabrieken, de zogenaamde manufactuur. Er werden allerlei nieuwe machines uitgevonden, die in eerste instantie door de uitvinders zelf werden gemaakt. Begin 18e eeuw kwamen de eerste stoommachines in gebruik, vanaf 1777 de betrouwbare versies ervan van James Watt. Met de introductie van de stoommachine werden grote hoeveelheden energie makkelijk inzetbaar en kwam de mechanisatie van fabrieken sterk op gang. In Engeland legden bepaalde steden zich toe op het maken van specifieke producten, zoals bepaalde soorten textiel of aardewerk. Rond deze steden ontstond gespecialiseerde machine-industrie om de mechanisatie van de fabrieken mogelijk te maken. Hiermee ontstond eind 18e eeuw de eerste machine-industrie in Engeland, en ook in Duitsland en België. In België bijvoorbeeld bouwde de vader van de Belgische industrieel John Cockerill machines voor de textielindustrie en was hiervoor reeds in 1797 - de Franse tijd in België - een fabriek in Verviers.

### 19e eeuw
Een verdere impuls kwam met spoorwegen. Deze zijn in het begin van de 19e eeuw in Engeland ontstaan als innovatie in de mijnbouw. Het werk in kolenmijnen was zwaar en gevaarlijk, en dus bestond er grote behoefte aan hulpmiddelen om dit werk te verlichten. In 1804 zette Richard Trevithick de eerste stoommachine op rails, en in 1825 werd de Stockton and Darlington Railway geopend, bedoeld als verbinding om kolen van de mijn naar de haven te brengen. In 1835 reed de eerste trein 'De Olifant' op het Europese vasteland: tussen Mechelen en Brussel, en in Nederland reed in 1839 de eerste trein tussen Amsterdam en Haarlem. Voor de machine-industrie bracht dit allerlei nieuw werk van nieuwe machines voor de metaalindustrie, werktuigmachine voor de metaalbewerking, tot stoommachines voor de treinen met alle benodigdheden van dien.
In Nederland is de industrialisatie ten opzichte van de omringende landen laat op gang gekomen, pas in de loop van de 19e eeuw. In Rotterdam was het bedrijf Fijenoord van de NSBM een gangmaker in de uitbreiding van de zware machine-industrie, die tussen 1830 en 1840 de waarde van zijn machinebouw zag vervijfvoudigen van ƒ 120 700 in 1830 tot ƒ 922 000 in 1839. In Amsterdam groeide Werkspoor uit een van de grootste machinefabrieken van Nederland. Omstreeks 1850 telde het bedrijf circa 1.000 werknemers. Men vervaardigde er onder meer stoommachines, stoomketels en machinerieën voor de suikerindustrie, en van 1843 tot 1846 ook enkele stoomlocomotieven. In het oosten van het land verhuisde machinefabriek Stork van Born naar Hengelo, waar ook dit bedrijf een van de grootste machinefabrieken van Nederland werd. In diezelfde tijd, rond 1880, bouwde Stork reeds een netwerk van dealers op in heel Nederland die als installateurs en als regionale vertegenwoordigers van vooral de stoominstallaties dienden. Behalve aan dergelijke grote ondernemingen bood de industrialisatie op het gebied van de machinebouw ook werk aan talloze kleinere ondernemingen, en dit is altijd zo gebleven.
Karakteristiek aan de opkomende machine-industrie was dat ze veelal gespecialiseerde producten vervaardigden voor een grotere nationale en niet zelden internationale markt. Zo was het in de tweede helft van de 19e eeuw bijvoorbeeld nog niet ongebruikelijk dat Amerikaanse staalfabrikanten hun productiemachines in Engeland bestelden, waar nieuwe staalproductietechnieken waren ontwikkeld. Japan is zelfs tot begin jaren 1930 al zijn productiemachines blijven invoeren, omdat er tot die tijd in Japan zelf geen machine-industrie bestond.

### 20e-21e eeuw
Sinds eind 19e eeuw wordt er in de vakliteratuur met regelmaat gesproken over de machine-industrie. Een van de eerste keren dat deze tak van industrie als zodanig werd onderkend en nader onderzocht was in een productiestatistiek over 1907 van het Engelse ministerie van handel en industrie. Hierbij werd de output van de zogenaamde engineering industry in veertig verschillende categorieën verdeeld, waaronder bijvoorbeeld landbouwmachines, machines voor de textielindustrie en uitrusting en onderdelen voor trein en tram.
De uitvindingen van nieuwe aandrijftechnieken op basis van elektromotoren, verbrandingsmotoren en gasturbines bracht in de 20e eeuw een nieuwe generatie machines, van auto's tot huishoudelijke apparatuur. Niet alleen het productassortiment van de machine-industrie nam aanzienlijk toe, met name kleinere machines konden in veel grotere aantallen geleverd worden tot aan massaproductie toe. Met de opkomst van massaproductie in andere delen van de industrie ontstond er ook een grote vraag naar productiemachines en productiesystemen, tot hele productielijnen toe.
Door een tekort aan arbeidskrachten in de landbouw en industrie aan het begin van de tweede helft van de 20e eeuw ontstond de behoefte aan nog verdergaande mechanisatie van productieprocessen, wat vroeg om nog meer machines. De opkomst van de computer maakte verdere automatisering van de productie mogelijk, wat weer nieuwe eisen stelde aan de machine-industrie.
Ook tegenwoordig zijn er in Nederland zeer veel bedrijven die het begrip machinefabriek in hun naam voeren. Deze bedrijven zijn in het algemeen kleiner van omvang en behoren tot de lichte of middelzware metaalindustrie. Dit type bedrijven maakt doorgaans productiemachines en apparaten. Het belang van de zware metaalbewerking is hierbij vrijwel verdwenen, terwijl dat van fijnmechaniek en elektronica sterk is toegenomen. Sommige van dit soort bedrijven bestaan al geruime tijd, terwijl er nog steeds nieuwe bij komen.
De machine-industrie is tegenwoordig in westerse landen praktisch altijd gevestigd in een industriegebied.

## Indeling
De machine-industrie kan men opdelen naar het soort producten dat wordt gemaakt, bijvoorbeeld motorindustrie, pompindustrie en logistieke industrie, of naar de afzetmarkt, bijvoorbeeld voedingsindustrie, textielindustrie en verpakkingsindustrie.
De Standaard Bedrijfsindeling van het CBS uit 1993 geeft de volgende opdeling van de machine-industrie:
| SBI-code | Omschrijving sector                                                                      | Producten (volgens de Standaard Bedrijfsindeling van het CBS uit 1993) |
| -------- | ---------------------------------------------------------------------------------------- | --- |
| 291      | Vervaardiging en revisie van voor de productie en toepassing van mechanische energie     | Motoren en turbines ; pompen en compressoren; appendages ; tandwielen, lagers en andere drijfwerk. |
| 292      | Vervaardiging van overige machines en apparaten voor algemeen gebruik                    | Industriële ovens en branders; hijswerktuigen, hefwerktuigen en andere transportwerktuigen; machines en apparaten voor industriële koeltechniek en klimaatregeling; overige machines en apparaten |
| 293      | Vervaardiging van landbouwmachines en -werktuigen                                        | landbouwtractoren; landbouwmachines en landbouwwerktuigen |
| 294      | Vervaardiging van gereedschapswerktuigen                                                 | Gereedschapswerktuigen |
| 295      | Vervaardiging van overige machines en apparaten voor specifieke industriële activiteiten | Machines voor ijzer- en staalproductie ; machines voor delfstofwinning en de bouw; machines en apparaten voor de voedingsmiddelenindustrie en genotmiddelenindustrie; machines en apparaten voor de textielindustrie, kledingindustrie, leer en lederwaren-industrie; machines en apparaten voor de papierindustrie en kartonproductie; Overige machines en apparaten |
| 296      | Vervaardiging van wapens en munitie                                                      | Wapens en munitie |
| 297      | Vervaardiging van huishoudelijke apparaten                                               | elektrische huishoudelijke apparaten; niet-elektrische huishoudelijke apparaten |

Deze indeling van de machine-industrie is met de laatste revisie van de SBI’93 flink omgegooid. De SBI-indeling 1974 van de sector machine-industrie kende nog een onderverdeling in:
- Landbouwmachine-industrie
- Metaalbewerkingsmachine-industrie en machinegereedschappenfabrieken
- Fabrieken van machines en apparaten voor de voedingsmiddelen-, chemische en aanverwante industrieën
- Fabrieken van machines en apparaten voor de rubber en kunststof
- Fabrieken van tandwielen, lagers en andere drijfwerkelementen
- Fabrieken van machines en apparaten voor hout en meubelindustrie etc.
- Stoomketel- en krachtwerktuigenindustrie
- Kantoormachine-industrie
- Overige machine- en apparatenindustrie

Sinds deze tijd is slechts één tak, die van de fabricage van stoomketel- en stookinrichtingen, praktisch verdwenen.

## Producten
De machine-industrie levert een zeer uiteenlopend assortiment aan producten. Een eerste indruk:

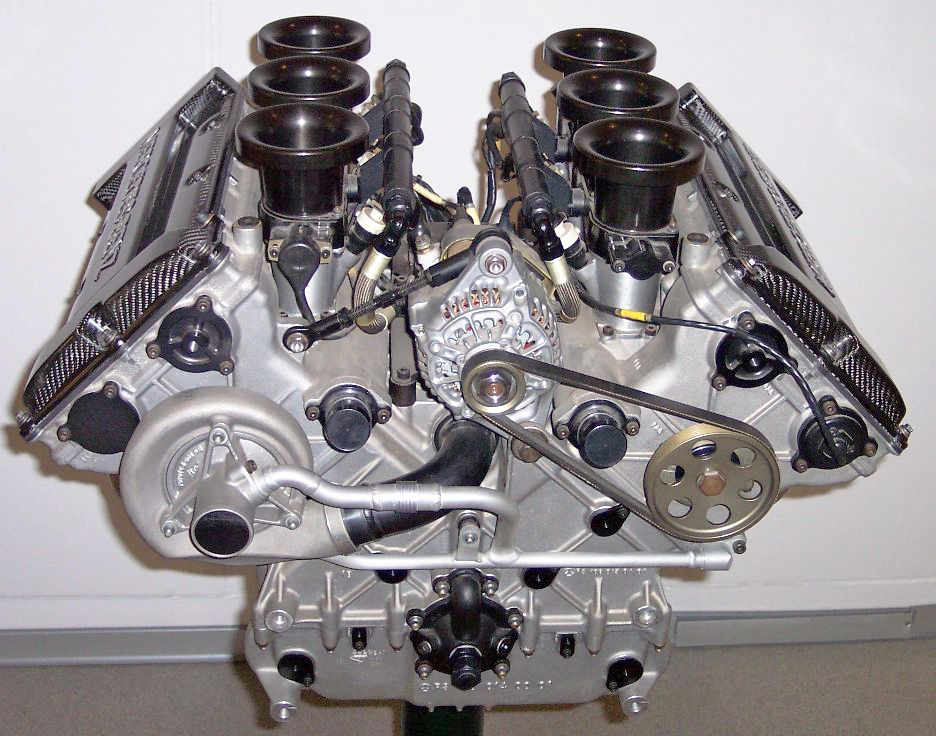
Motor
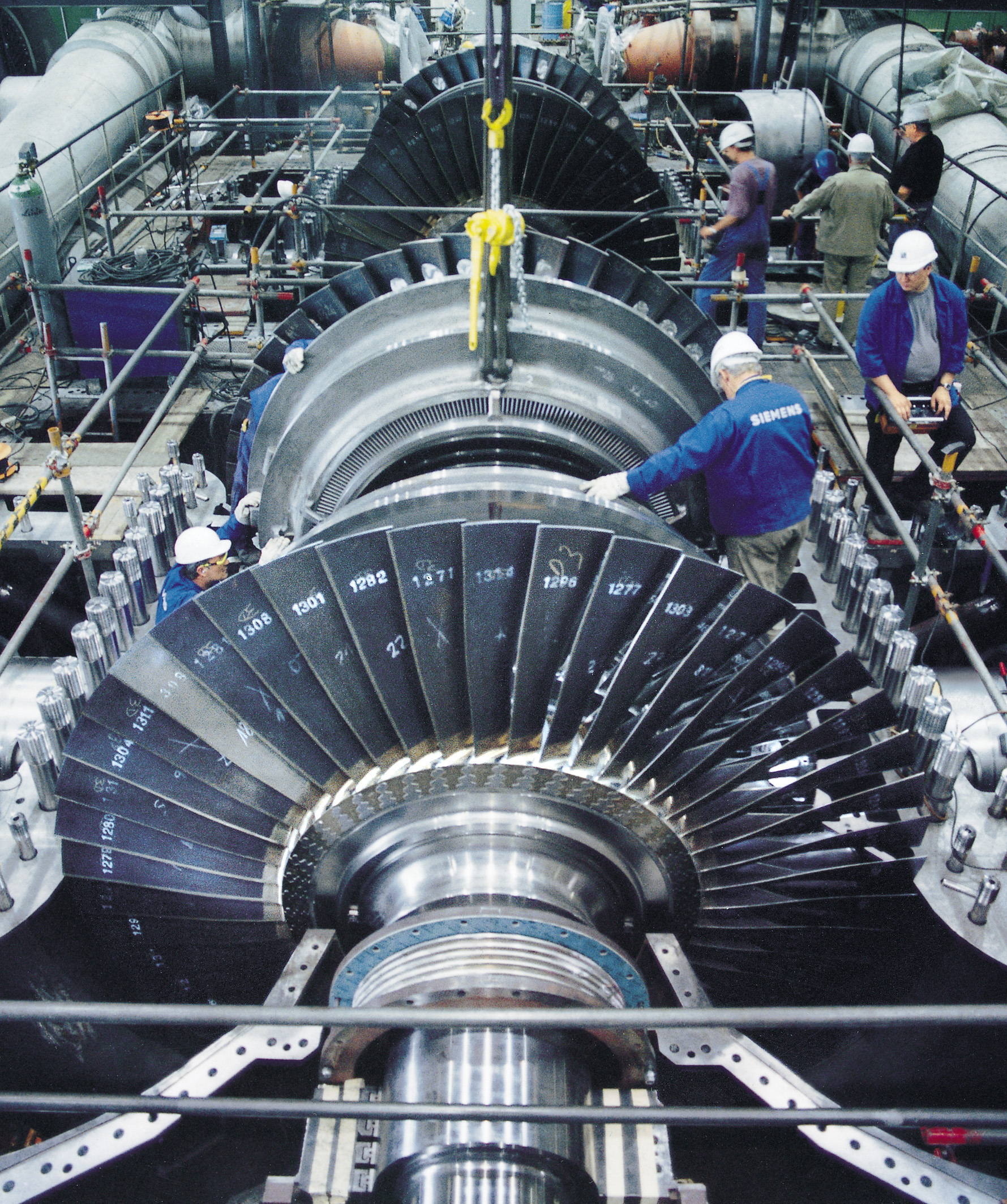
Stoomturbine
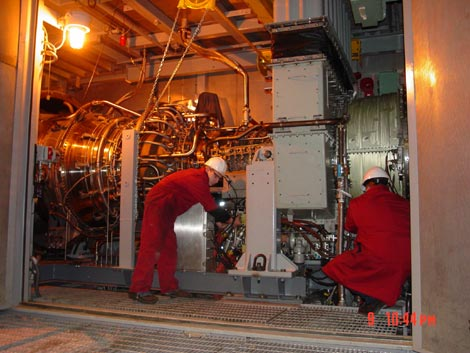
Gasturbine
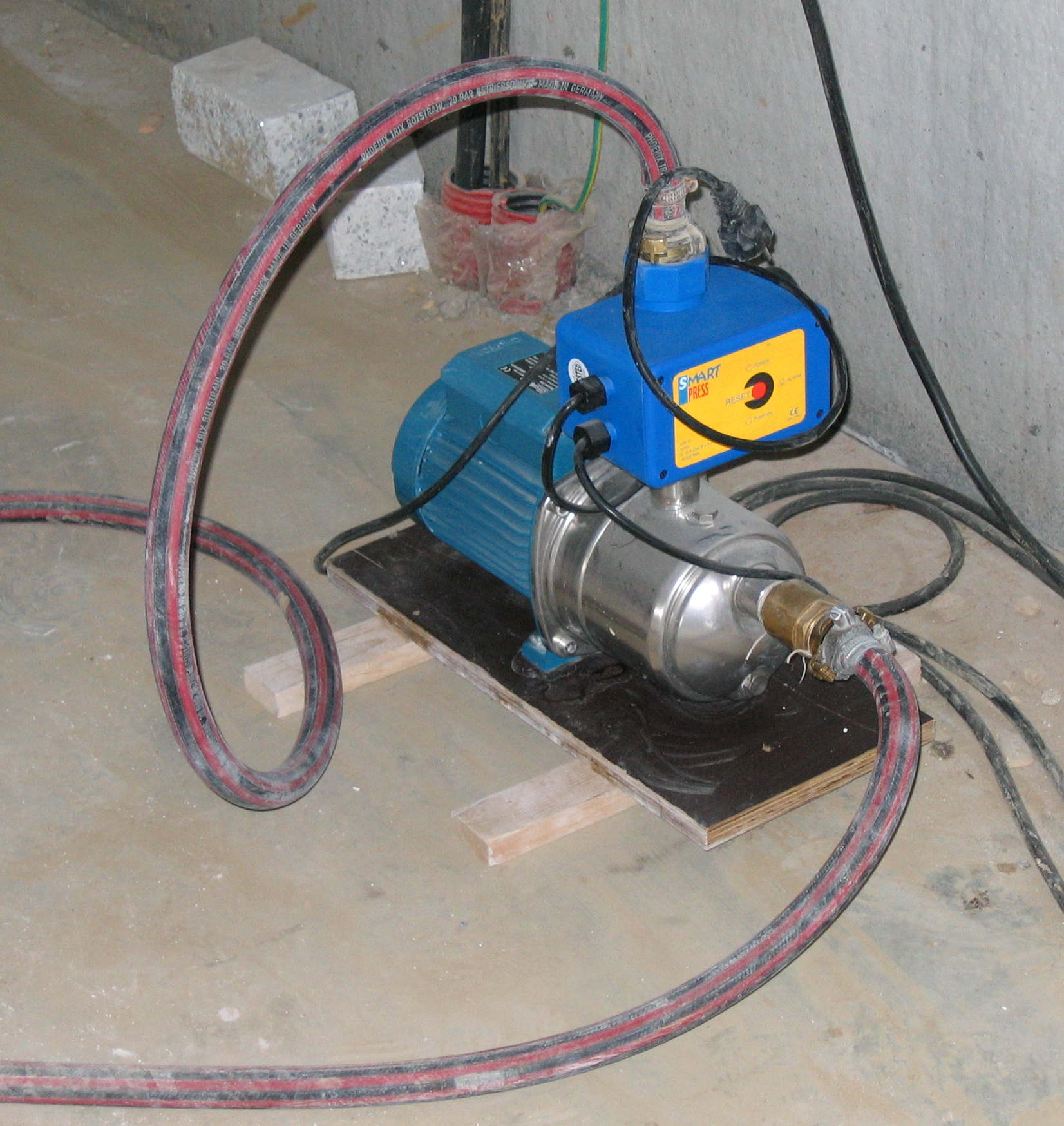
pomp
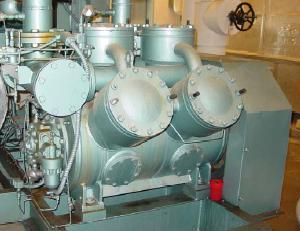
Compressor
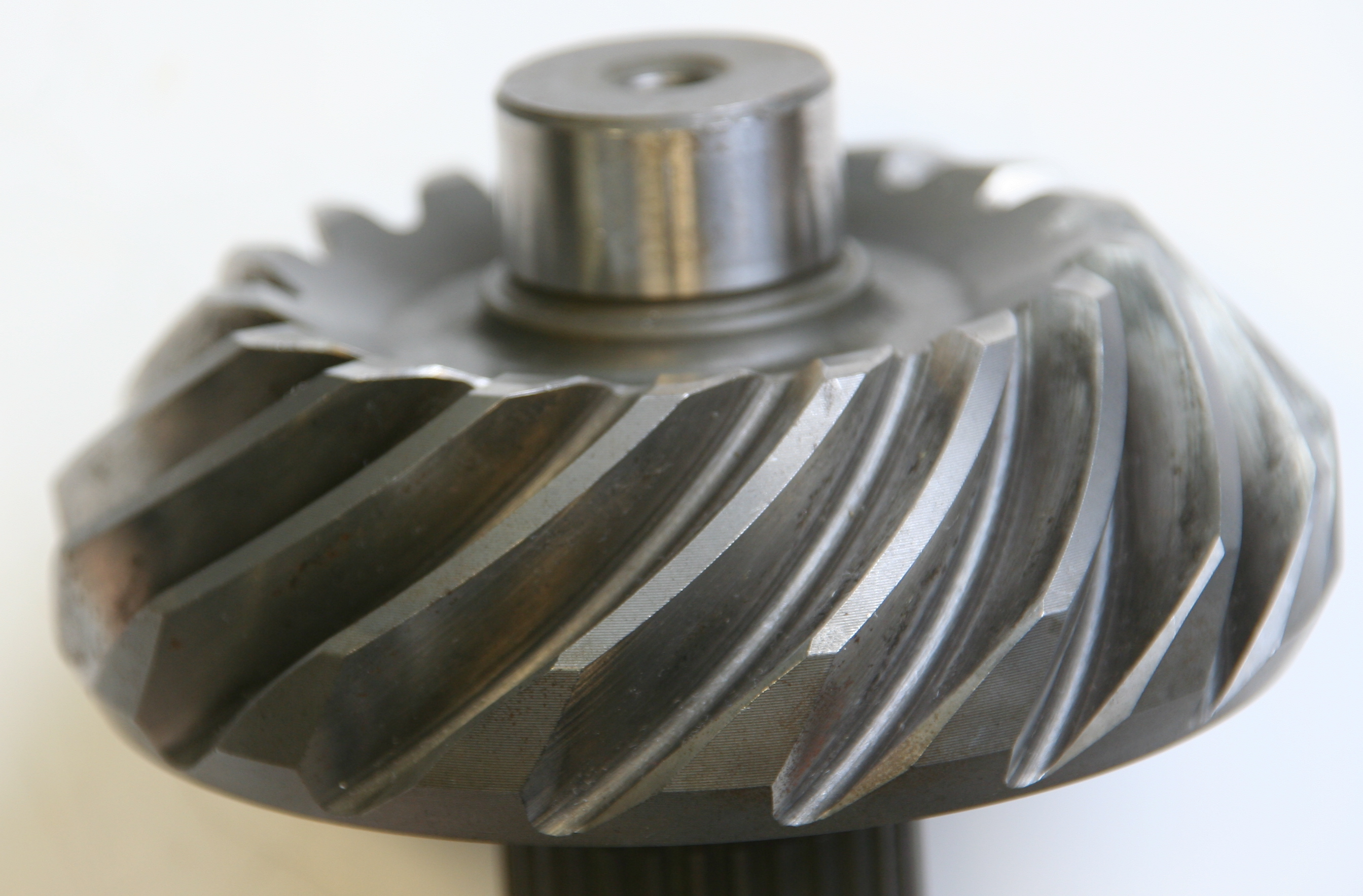
Tandwiel
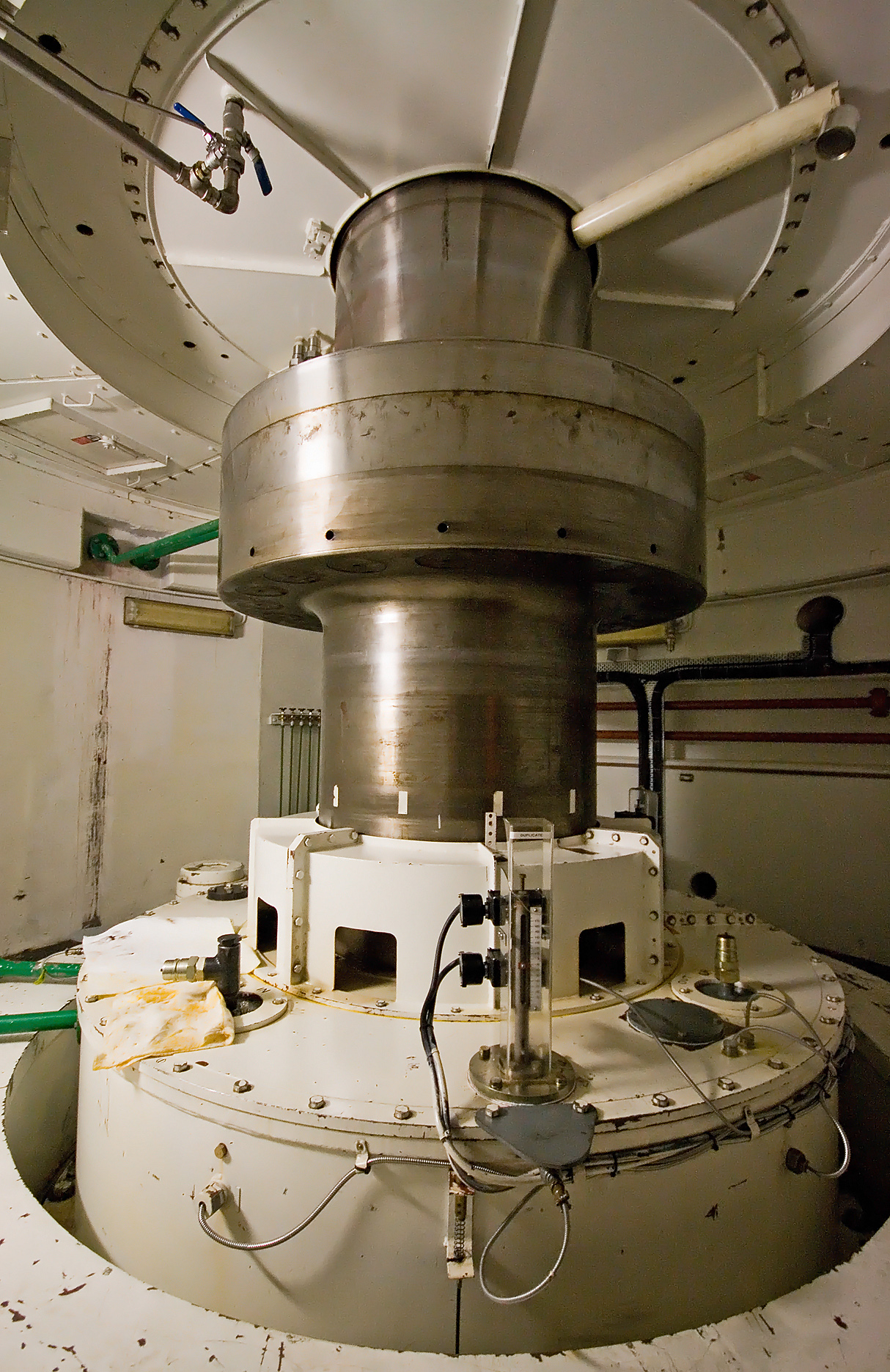
Lager (van een turbine)
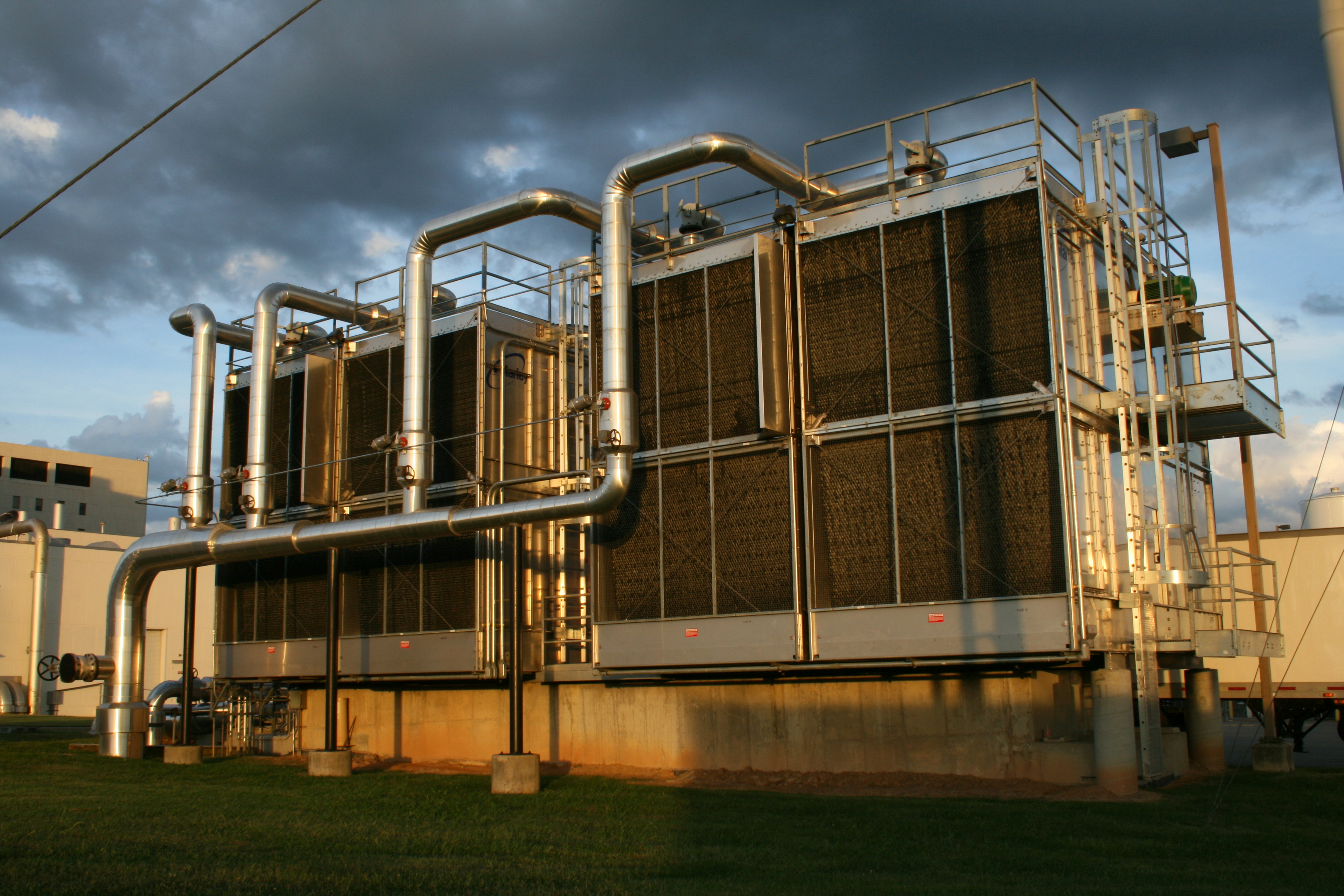
Klimaatregeling (van een ziekenhuis)
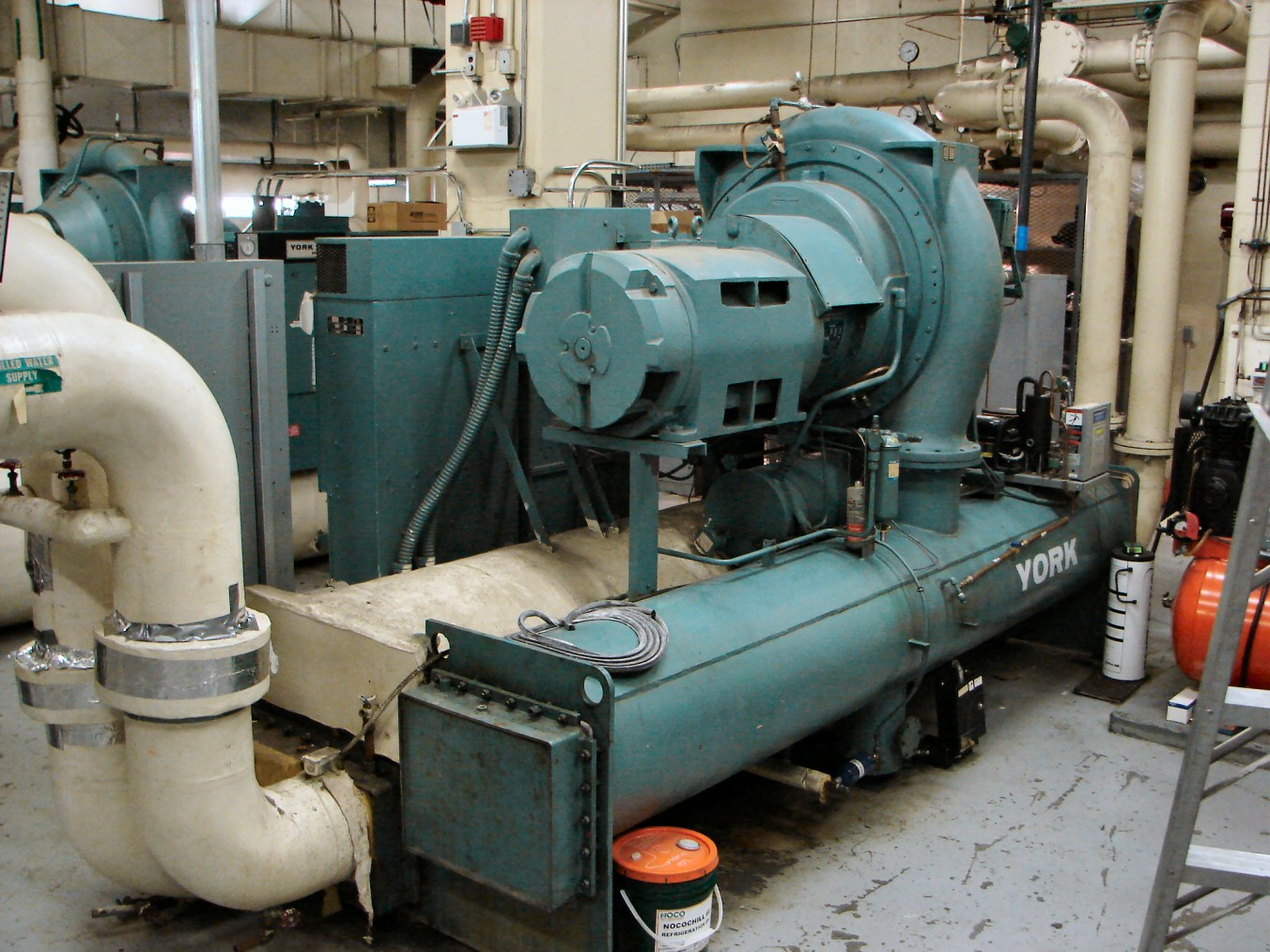
Koelsysteem
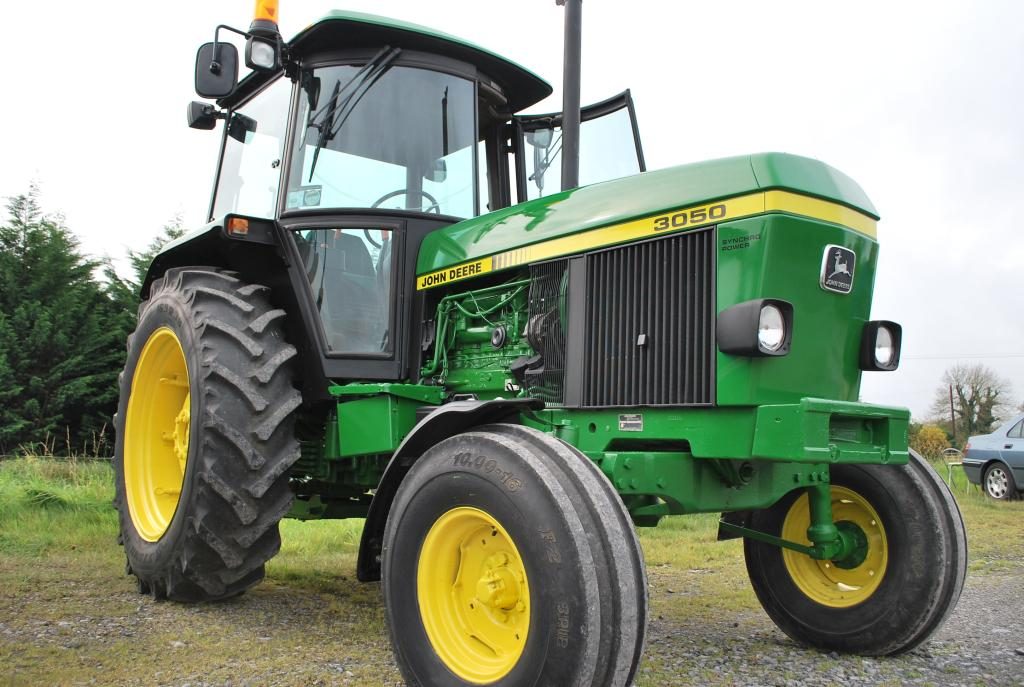
Tractor
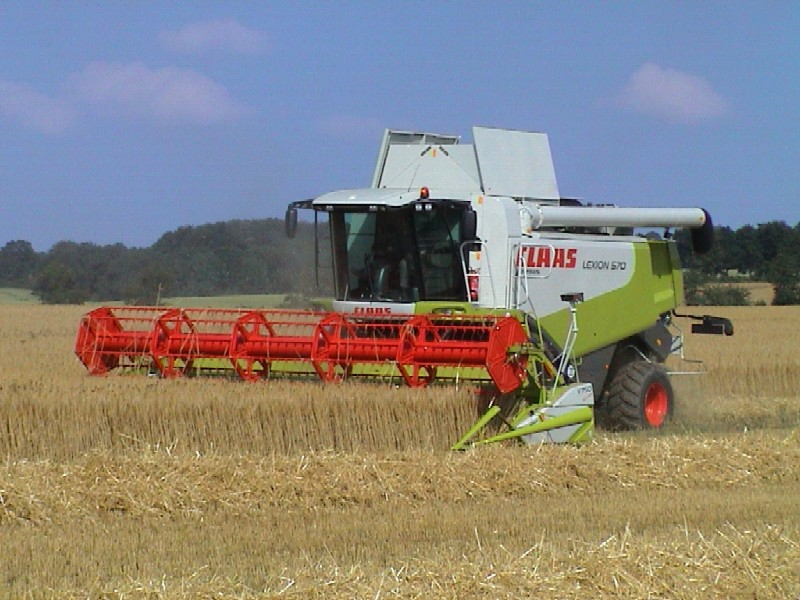
Landbouwmachines
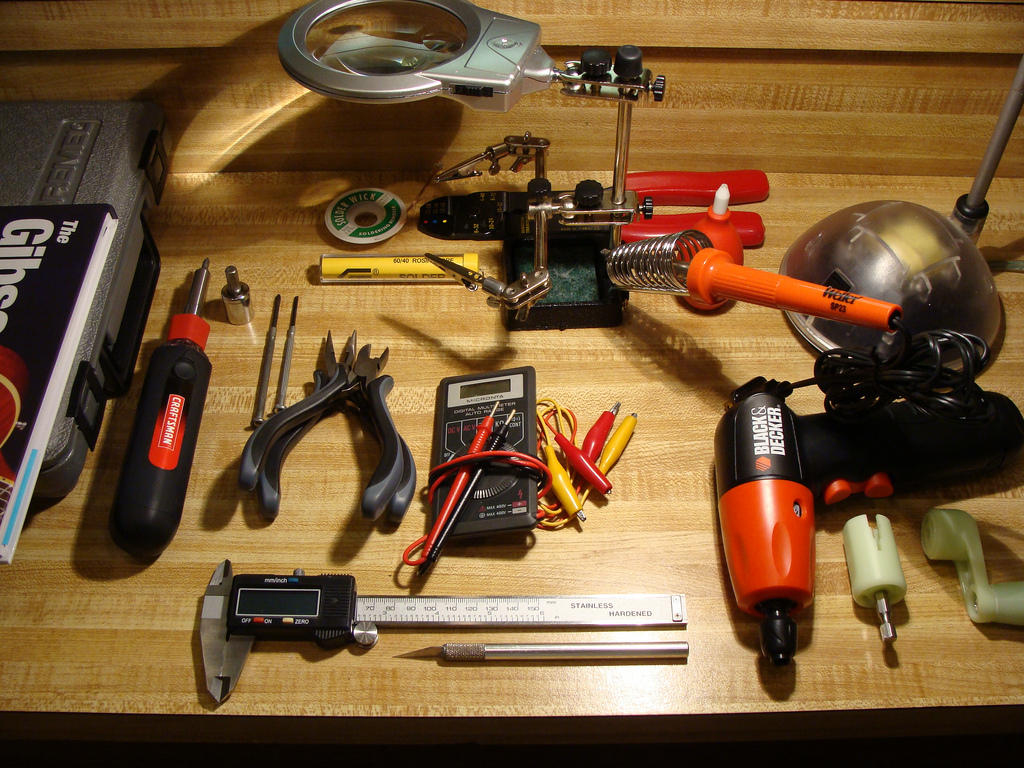
Klein gereedschap
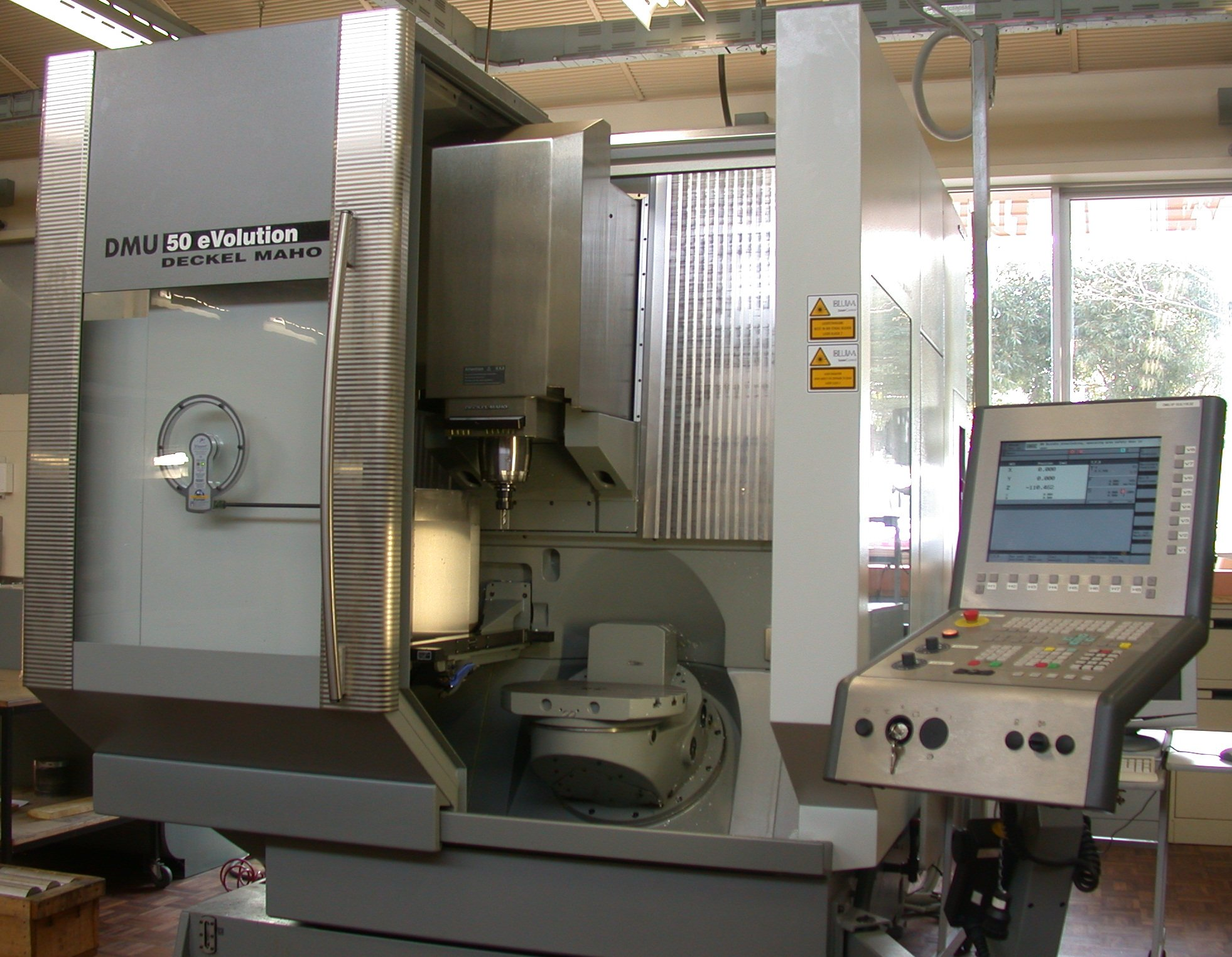
Gereedschapsmachine
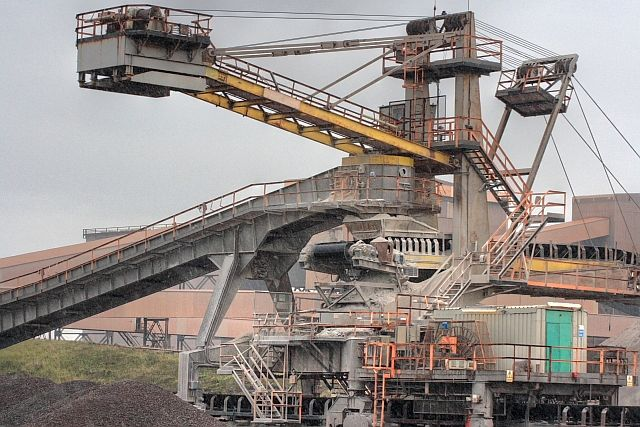
Machines voor delfstofwinning
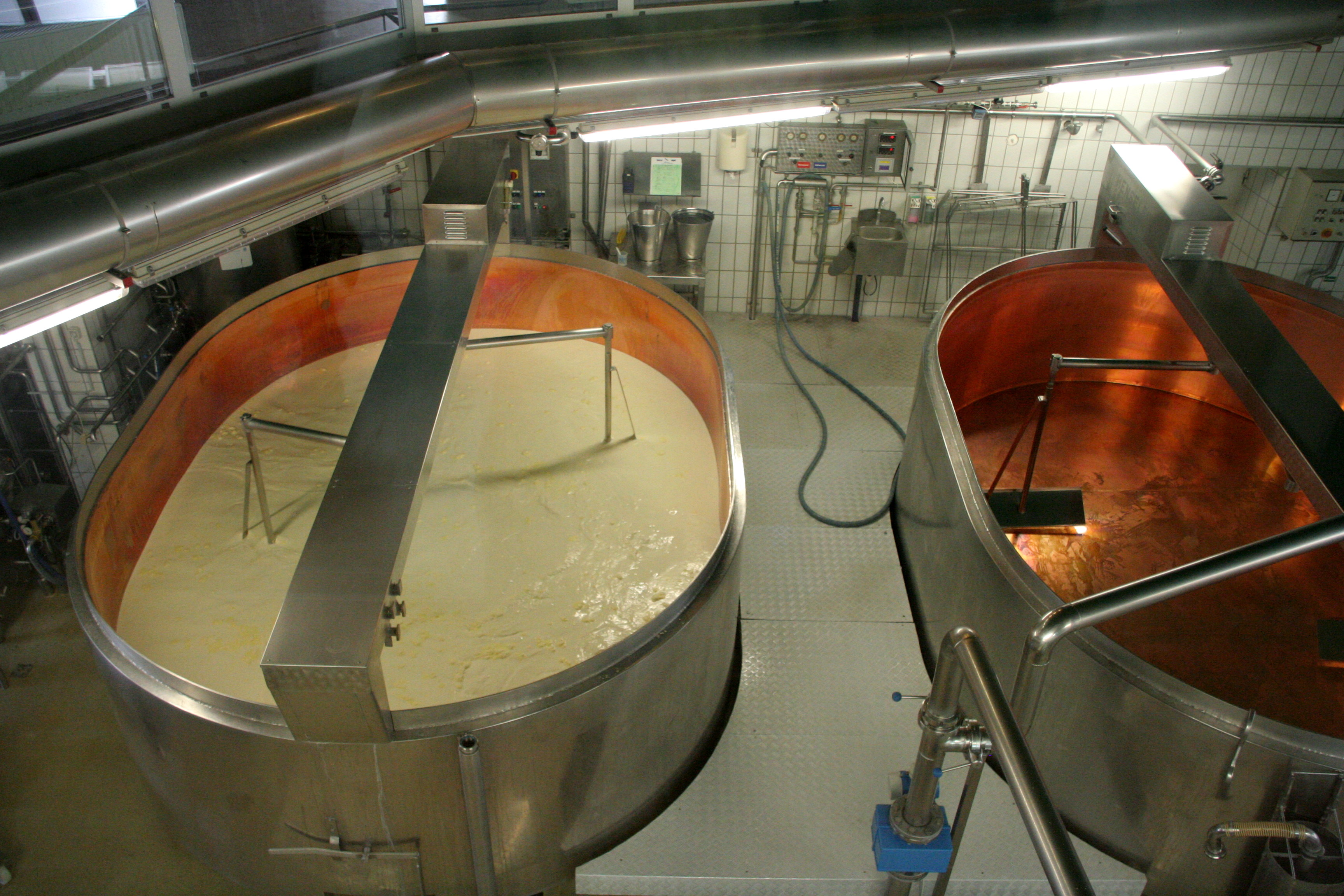
Machines voor voedingsmiddelenindustrie
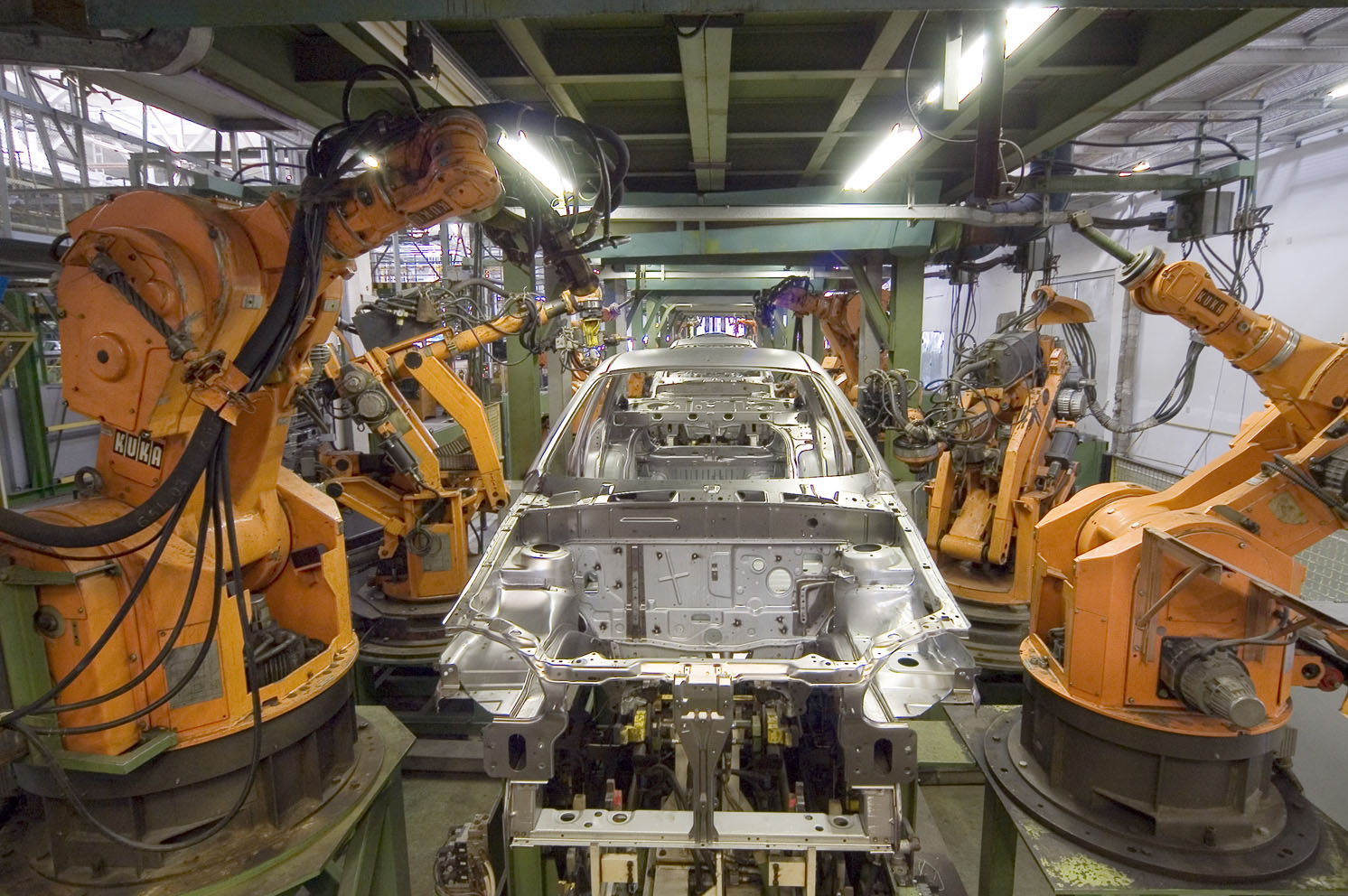
Industriële robots

## Huidige situatie in verschillende landen

### Nederland
In Nederland waren in 1996 in totaal zo'n 93.000 arbeiders werkzaam in de machine-industrie, bij ongeveer 2.500 bedrijven. In 1.000 van deze bedrijven werkten 20 of meer werknemers. In Nederland zijn volgens de Kamer van Koophandel in deze subsector van de industrie in 2011 zo'n 15.000 bedrijven actief.
Grotere bedrijven in Nederland zijn bijvoorbeeld:
- Lely (bedrijf)
- Philips
- Stork (bedrijf)

### Duitsland
In Duitsland zijn er in 2011 zo'n 900.000 mensen werkzaam in de machine-industrie en naar schatting nog een 300.000 in het buitenland. De gezamenlijke omzet bedraagt € 130 miljard, waarvan 60% uit export komt. Er zijn zo'n 6.600 ondernemingen actief, waarvan in 95% van de bedrijven minder dan 500 mensen werkzaam zijn. Iedere werknemer genereert gemiddeld zo'n 148.000 Euro.
Grotere bedrijven in Duitsland zijn onder andere:
- GEA Group
- Gildemeister AG
- Siemens AG
- ThyssenKrupp

### Frankrijk
In de Franse machine-industrie waren eind 2009 zo'n 650.000 personen werkzaam, en de sector realiseerde een omzet van 98 miljard euro. Door de crisis was de omzet van de sector met 15 procent gedaald. Forse consumentenbestedingen en een blijvende vraag uit de energiesector en de transportmiddelensector hebben de schade nog beperkt.

## Publicaties
- Izaak Johannes Brugmans (1927). De opkomst der Amsterdamsche machine-industrie.
- Centraal Planbureau (1988). Werkgelegenheidsvooruitzichten voor de Nederlandse machine-industrie. Organisatie voor Strategisch Arbeidsmarktonderzoek, Centraal Planbureau.
- Economische Zaken (1981). Bedrijfstakverkenning 1980 : Deel 11 : Metaalprodukten- en machine-industrie. Staatsuitgeverij.
- A. Geerts, R.M.P.A. Ellenbroek (2002). Sectorstudie metaalproducten en machine-industrie
- A.C.M. van Keep (1951). Financieringsproblemen in de scheepsbouw- en machine-industrie.
- M.A. Overboom (1996) Sectorstudie machine-industrie. Nationaal Energie en Efficiency Data InformatieSysteem (NEEDIS)
- S.J. Spronck (1948). De behoefte aan machineindustrie, constructiewerkplaatsen en revisiebedrijven in Zuid-Limburg. Economisch Technologisch Instituut Limburg.
- Giel van Hooff, In het rijk van de Nederlandse Vulcanus : de Nederlandse machinenijverheid 1825-1914: een historische bedrijfstakverkenning Dissertatie, Amsterdam : NEHA, 1990.